# Gare d’Esquerdes
Gare d’Esquerdes vasútállomás Franciaországban, Esquerdes településen.

## Vasútvonalak
Az állomást az alábbi vasútvonalak érintik:
- Saint-Omer à Hesdigneul-vasútvonal

## Kapcsolódó állomások
A vasútállomáshoz az alábbi állomások vannak a legközelebb:
- Gare de Wizernes
- Gare de Lumbres